# Краснояровка (Тыва)
Красноя́ровка — арбан в Тандинского кожууне Республики Тыва. Входит в состав Балгазынского сумона.

## География
Арбан находится по р. Мажалык, и расположен в Тувинской котловине.
Географическое положение
Расстояние до районного центра Бай-Хаак — 44 км, до столицы республики Кызыл — 90 км.
Ближайшие населенные пункты: Балгазын 8 км, Сой 12 км, Кызыл-Арыг (Кызларик) 13 км, Владимировка 18 км, Шамбалыг 26 км
Климат
Арбан, как и весь Тандинский кожуун, находится на территории, приравненной к районам Крайнего Севера.

## Население
| 2002 | 2010 |
| ---- | ---- |
| 125  | ↘81  |

Национальный состав, согласно Всероссийской переписи населения 2002 года: тувинцы 94 %.

## Транспорт
Подходит автодорога 93-240-ОП-МР-87 «Подъезд к с. Краснояровка» протяжённостью 1,5 км. Выезд на автодорогу местного значения Бай-Хаак — Балгазын.